# The Living End

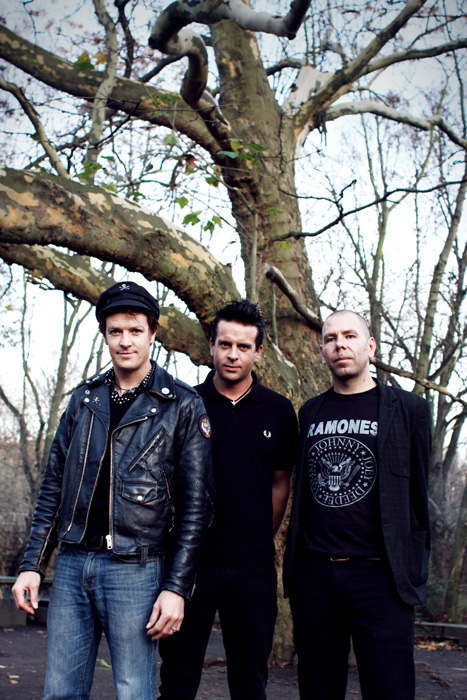
De tre medlemmarna i The Living End (2009).

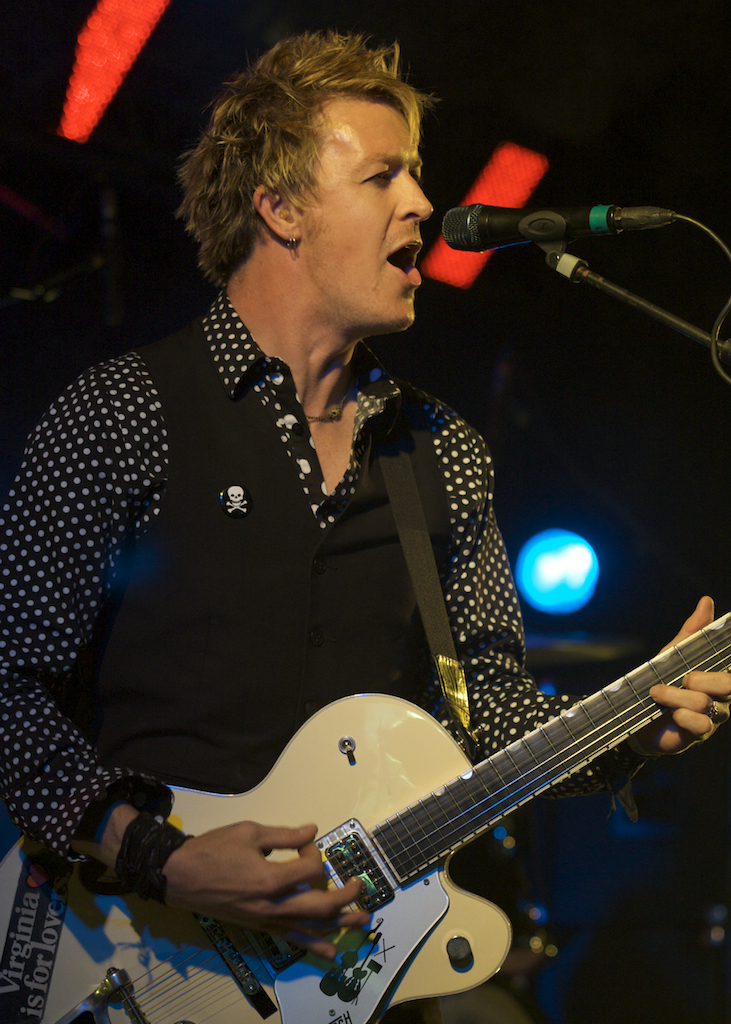
Sångaren Chris Cheney (2009).

The Living End är ett punkrockband från Melbourne, Victoria, Australien. Bandet bildades 1994, och består för närvarande av Chris Cheney (vokal, gitarr), Scott Owen (kontrabas, vokal) och Andy Strachan (trummor).
Bandet har släppt fem studioalbum och en samlingsskiva med singlar; två av albumen har nått första plats på australiska albumlistan. De har även haft betydande framgångar i Nordamerika och Europa.